# Waterloo, Iowa
Waterloo är en stad (city) i östra Iowa, USA. Staden som är administrativ huvudort i Black Hawk County har 68 747 invånare (2000) på en yta av 160,6 km² varav 2,1% är vatten.

## Kända personer från Waterloo
- Michele Bachmann, politiker
- Lou Henry Hoover, presidentfru
- Tracie Spencer, singer-songwriter